# Jókai-díj
A Jókai-díj a Falvak Kultúrájáért Alapítvány, valamint a révkomáromi Jókai Közművelődési és Múzeum Egyesület 2006-ban alapított kitüntetése. A díj a névadó Jókai Mór és a fiatalon elhunyt dr. Szénássy Árpád okleveles mérnök, a Magyar Kultúra Lovagja emléke előtt tiszteleg. Évente kerül kiosztásra a meghirdetett témát feldolgozó, több országból érkező magyar nyelvű pályaművek között. A pályázat eredményéről nemzetközi zsűri dönt a magyar kultúra napján, a díj pedig Jókai Mór születése évfordulóján, vagy az ahhoz legközelebb eső hétvégén kerül kiosztásra Jókai szülővárosában, Révkomáromban.

## A Jókai-díj tárgyiasult formája
A Jókai-díj tárgyiasult formája Jókai Mór kezének márványból elkészített, arannyal bevont másolata. Az eredeti műalkotást még Jókai Mór életében Donáth Gyula szobrászművész készítette el. Az erről készült másolat Miskédi György, bánki műköves mester munkája.

## Kitüntetettek
- Gál Hedda (2020)[4]
- Böjthe Pál (2019)[5]
- Rőszerné Fodor Ágnes (2018)[6]
- Arany Lajos (2017)[7]
- Gál Hedda (2016)[8]
- Böjthe Pál (2015)[9]
- Vajkai Katalin (2014)[10]
- Jónás Ágnes (2013)[11]
- Fazekas István (2012)[12]

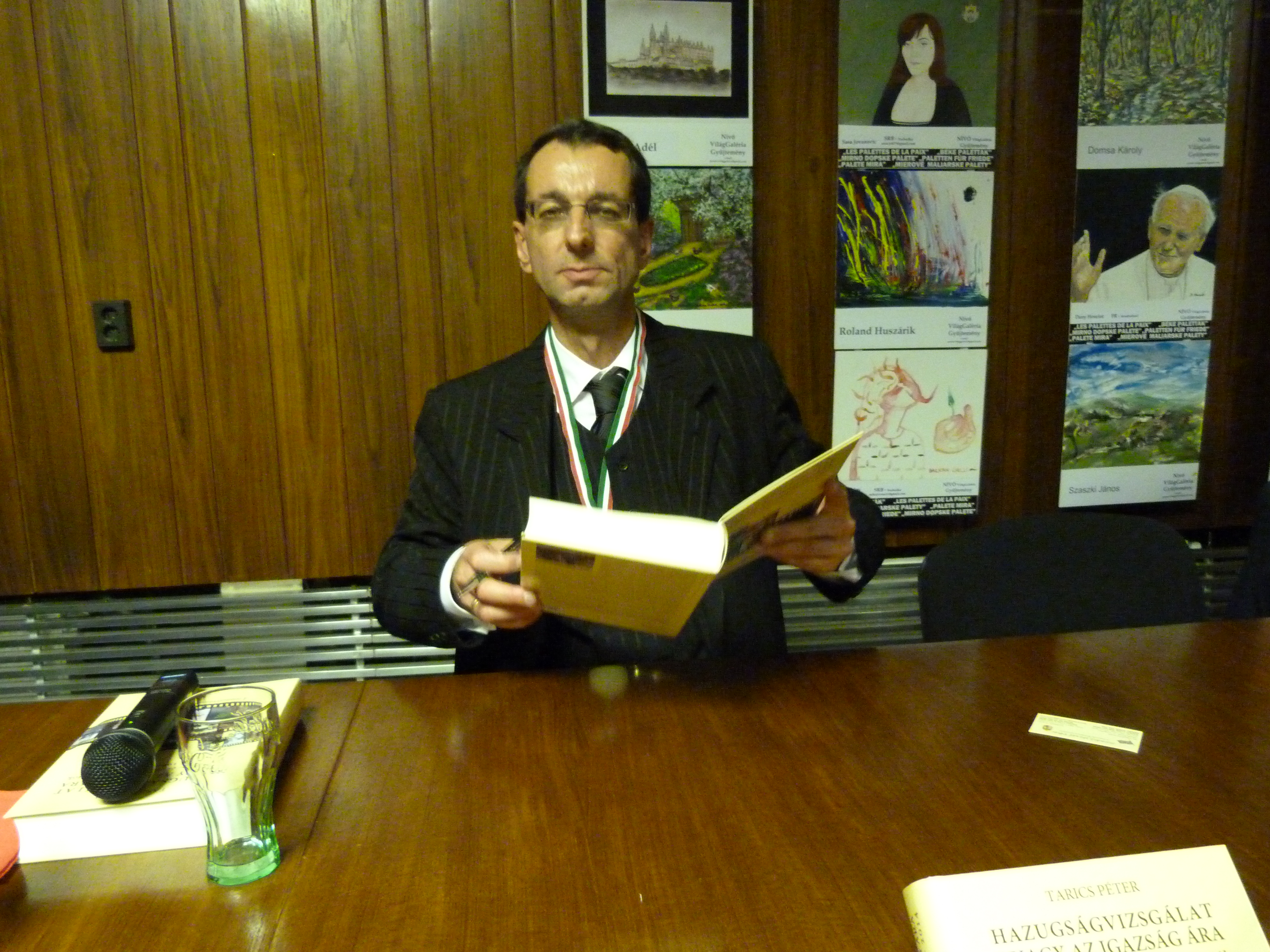
Tarics Péter - 2014

- Dr. Zágorec-Csuka Judit (2011)[1]
- Berecz Ágnes Gabriella (2010)[3]
- Kuczmann Erika Rozália és Tarics Péter (2009)
- Cegléd József Kázmér (2008)
- Dr. Pruzsinszky Sándor (2007)